# 德勒地区加朗西耶尔
德勒地区加朗西耶尔（法語：Garancières-en-Drouais）是法国厄尔-卢瓦尔省的一个市镇，属于德勒区。该市镇总面积6.46平方公里，2009年时的人口为294人。

## 人口
德勒地区加朗西耶尔人口变化图示